# أش سبيرينغز
أش سبيرينغز (بالإنجليزية: Ash Springs)‏ هي إحدى بلدة غير مدخلة في وادي باهراناغات في مقاطعة لينكون ولاية نيفادا في الولايات المتحدة الأمريكية. يعتمد اقتصاد المدينة على رعي الماشية. البلدة بها ينابيع حارة طبيعية.